# Stadio comunale (Brăila)
Lo stadio comunale (rum. Stadionul Municipal) è un impianto sportivo di Brăila, città della Romania. La costruzione dello stadio è stata completata nell'agosto 1974. L'impianto ospita le partite della squadra CF Brăila e ospita gare di speedway.

## Storia
Lo stadio è stato inaugurato il 21 agosto 1974 sul sito dello stadio Vasile Roaita, un piccolo stadio che aveva una sola tribuna. Nel corso del tempo lo stadio è stato rinnovato, più recentemente nell'estate del 2008, con l'installazione di 8.000 posti al primo e secondo anello. Nel 2012 la capienza dello stadio è stata ridotta da 25.000 a 20.000 posti e anche i sedili della tribuna principale sono stati modificati con i colori della squadra, il blu e il bianco.

## Strutture
Lo stadio dispone di 20.154 posti a sedere, di cui solo 6.814 sono coperti. Solo 1.038 posti della tribuna principale sono coperti. Sono disponibili 200 posti VIP, con 20 posti a sedere per la stampa. Lo stadio dispone di 21 ingressi e 50 posti auto.

## Galleria d'immagini

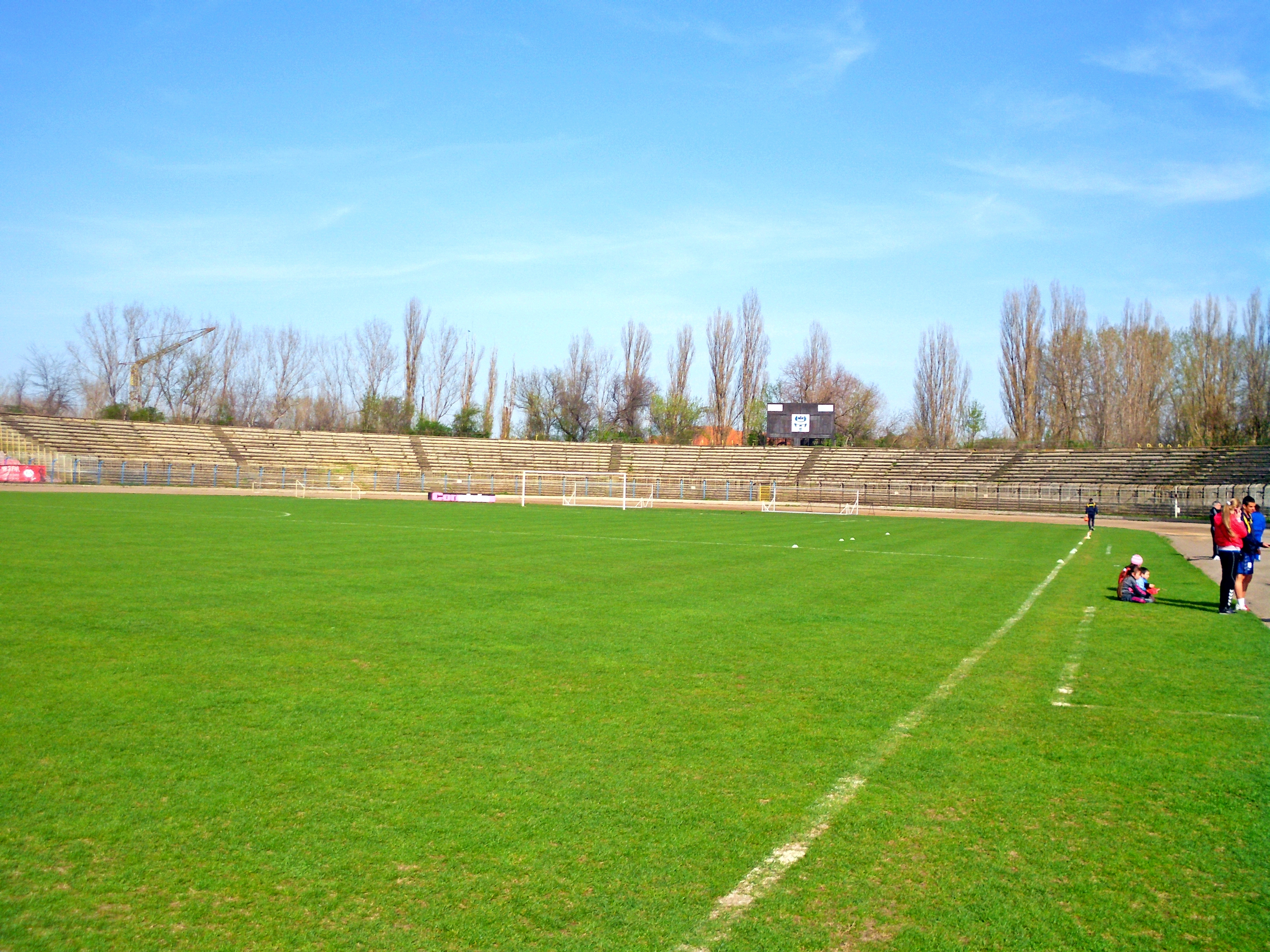
Stadion Municipal Braila
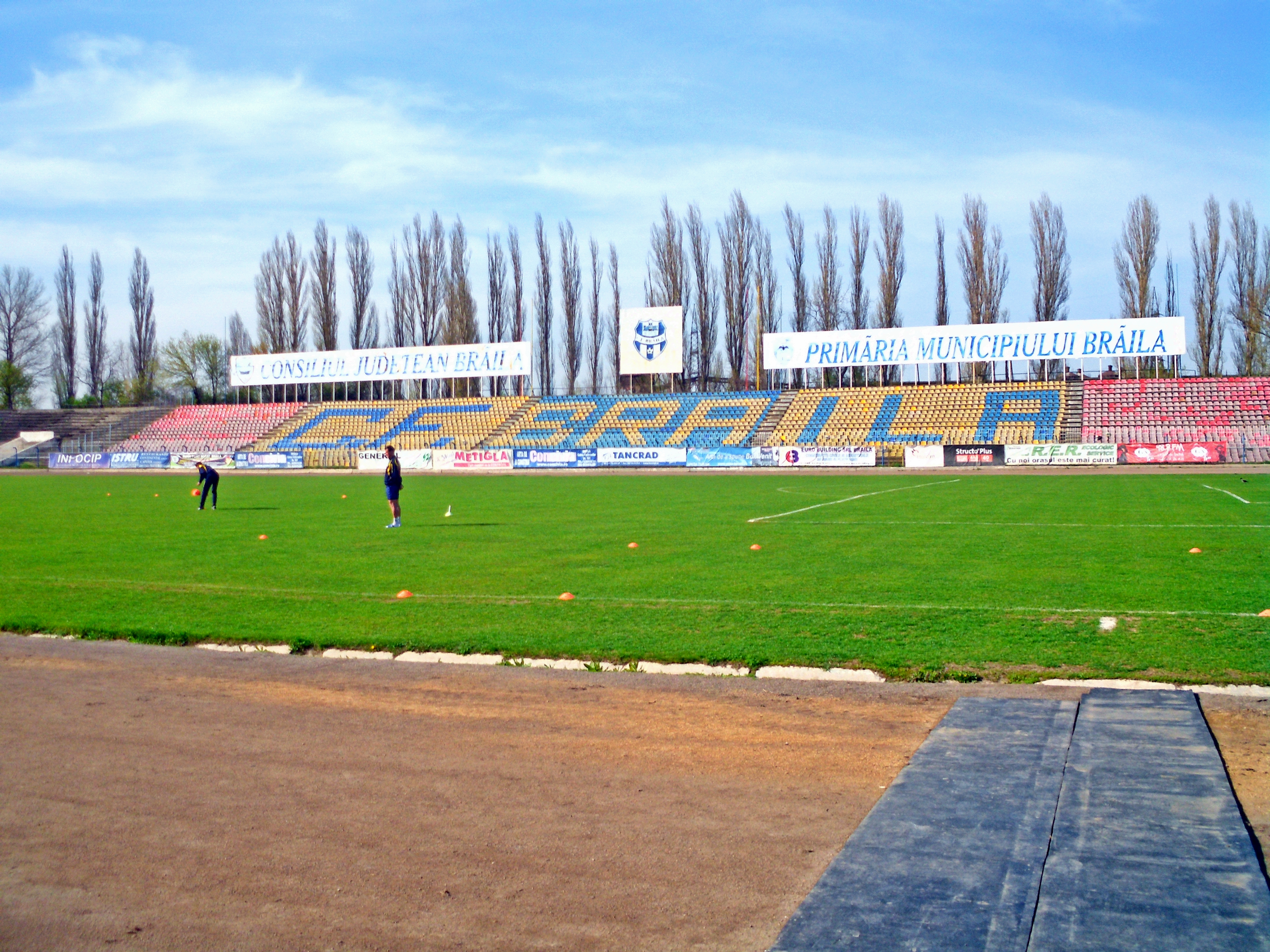
Stadion Municipal Braila
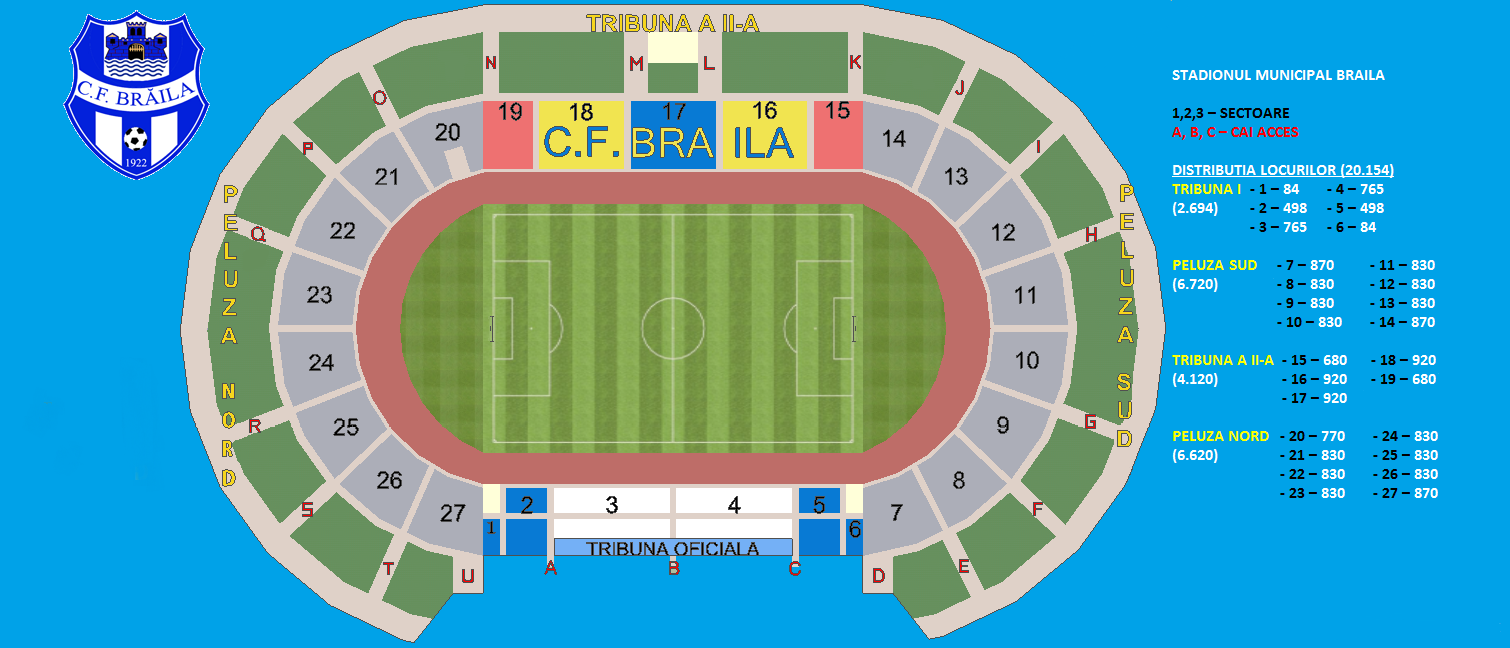
Stadium plan